# Francisco Juan Mars
Francisco Juan Mars (nacido el 21 de junio de 1959) es un político español.

## Biografía política
Es el actual (2024) alcalde de Alcalá de Chivert y diputado provincial de Carreteras de la Diputación Provincial de Castellón. 
Afiliado al Partido Popular desde 1991, Francico Juan fue también alcalde en la legislatura 1995-1999, 1999-2003 y desde 2007 a la actualidad.
Dentro del PP, es presidente local del partido, miembro del «Comité Ejecutivo Provincial» y coordinador comarcal de la zona de San Mateo.